# Општина Преддвор
Општина Преддвор (словен. Preddvor) је једна од општина Горењске регије у држави Словенији. Седиште општине је истоимени градић Преддвор.

## Природне одлике
Рељеф: Општина Преддвор налази се на северу државе. Општина се налази усред алпског планинског масива. Северним делом општине пружају се Камнишки Алпи, док се при југу тло спушта ка долини Кокре, која је погодна за живот и где су насеља општине.
Клима: У нижим крајевима општине влада умерено континентална клима, док у вишим крајевима влада њена оштрија, планинска варијанта.
Воде: Главни водоток је речица Кокра. Сви остали мањи водотоци су притоке ове реке.

## Становништво
Општина Преддвор је ретко насељена.

## Насеља општине
| - Башељ - Брег об Кокри - Згорња Бела - Кокра - Маче | - Можјанца - Нова Вас - Поточе - Преддвор - Сподња Бела | - Средња Бела - Тупаличе - Храше при Преддвору - Хриб |  |